# NGC 6841
NGC 6841 este o galaxie situată în constelația Săgetătorul. A fost descoperită în 28 septembrie 1834 de către John Herschel. Se află la o distanță de 82,21 de megaparseci de Pământ.